# Ivar III Haraldsson
Ivar III Haraldsson (irlandés: Ímar mac Arailt) (m. 1054) fue un caudillo vikingo, monarca del reino de Dublín en el siglo XI. Ivar era hijo del príncipe Harald (irlandés: Aralt) un hijo de Amlaíb Cuarán que murió en la batalla de Glenmama contra los irlandeses liderados por Brian Boru.
Después de la abdicación de su tío Sigtrygg Silkiskegg en 1036, le sucedió en el trono de Dublín su hijo Margadant Ragnaldson (irlandés: Echmarcach mac Ragnaill) pero Ivar se hizo con el poder en 1038. En 1045 los anales citan una expedición en Ulster donde mueren 300 hombres y su caudillo Ragnall Ua Eochada. Margadant retoma el poder al año siguiente expulsando a Ivar de Dublín.
Ivar muere en 1054 según los cronistas contemporáneos de la época.